# Битка за Иво Џиму
Битка за Иво Џиму је вођена између САД и Јапана током фебруара и марта 1945, у завршним операцијама на Пацифичком фронту у Другом светском рату. Као резултат битке, САД су стекле контролу над острвом Иво Џима и аеродромима који су се тамо налазили. Битка је чувена по подизању америчке заставе које су извели амерички маринци на највишем планинском врху острва.

## Позадина
Почетком 1945, Јапан се суочио са претећом савезничком инвазијом. Током операције Скевенџер, савезнички бомбардери су вршили ваздушне нападе на Јапан са Маријанских острва. Иво Џима је служила као осматрачка станица за рано узбуњивање снага на копну о доласку бомбардера. Тако је јапанска противваздушна одбрана била спремна када би савезнички бомбардери стигли изнад јапанских градова.
Сем тога Јапанци су са острва више пута вршили ваздушне нападе на Маријанска острва у периоду од новембра 1944. до јануара 1945. године.
По окончању битке за Лејте на Филипинима, савезничке снаге су имале 2 месеца прекида у својим операцијама пре планиране инвазије на Окинаву, што је сматрано неприхватљивим. Стога је донета одлука да се нападне Иво Џима.

## Јапанске припреме
Одбрана је била припремљена. На острву је било стационирано 22.000 војника, а постојала је утврђена мрежа подземних бункера. Циљ одбране Иво Џиме је био да се нанесу тешки губици савезничким снагама и обесхрабри инвазија на Јапан. Генерал-потпуковник Тадамичи Куријабаши, који је командовао одбраном острва је био свестан да не може да добије битку, али је исто тако знао да дуготрајна борба на коју су Јапанци били спремни може да исцрпи ресурсе, људство и мотивацију Американаца да наставе нападе на друга острва.
Савезници нису хтели да освоје Иво Џиму само да би неутралисали претњу за бомбардере и бродове, већ и да би користили аеродроме за ловачку пратњу и принудна слетања бомбардера. 16. фебруара, 1945. започело је жестоко тродневно бомбардовање острва са мора и из ваздуха.
Амерички обавештајни извори су били уверени да ће Иво Џима пасти за недељу дана. У светлу оптимистичких извештаја обавештајних служби, донета је одлука да се изврши инвазија на Иво Џиму, а операција је добила кодни назив Операција одред. Американци нису предвидели да ће Јапанци припремити сложену и дубоку одбрану коју је чинио цео систем дубоких тунела који су били снабдевени храном, водом и муницијом за три месеца. Дужина тунелског система је била неких 18 километара дужине. Не знајући за те тунеле Американци су мислили да је већина јапанских војника која је била стационирана на острву погинула током дуготрајног бомбардовања. Одбрана је била снажна и узајамно подржавајућа уз подршку тешких митраљеза и артиљерије. Артиљеријски положаји су били добро скривени, а нагазне мине су биле постављене широм острва.

## Битка
У 02:00 часова јутра 19. фебруара, отпочео је амерички напад. Убрзо је 100 бомбардера напало острво, а уследио је удар и из бродских топова. У 08:30, први од укупно 30.000 маринаца из 3, 4. и 5. маринске дивизије, из америчког петог амфибијског корпуса, су се искрцали на јапанско острво, Иво Џиму, и битка за острво је отпочела.
Маринце је дочекала снажна ватра са планине Сурибаши на југу острва, и борба на негостољубивом терену: груб вулкански пепео који није омогућавао ни чврст заклон, ни копање ровова. Ипак, до вечери је планина опкољена, и 30.000 маринаца се искрцало. Следило је још око 40.000.
Успон уз Сурибаши је значио борбу педаљ по педаљ. Пушчана паљба није била ефикасна против јапанске одбране, већ су коришћени бацачи пламена и гранате да би се очистили бункери. Коначно је 23. фебруара достигнут врх. Фотограф Асошиејтед преса, Џо Розентал је направио чувену фотографију постављања америчке заставе на врх планине: "Подизање заставе на Иво Џими".
Када је плажа обезбеђена, још маринаца и тежа опрема су искрцани, и инвазија је настављена ка северу, како би се заузели аеродроми и остатак острва. Са уобичајеном храброшћу, већина јапанских војника се борила до смрти. Од преко 21.800 бранилаца, само 216 је заробљено јер су пали у несвест или на други начин били онеспособљени.

## Последице
Из строја је избачено 26.000 савезничких војника, од којих је скоро 7.000 погинуло. Преко четвртине маринаца који су добили Орден Части, су орден заслужили у бици за Иво Џиму.
Острво Иво Џима је проглашено обезбеђеним 26. марта, 1945. године.
Међу људима који су се борили на Иво Џими, неуобичајена одважност је била уобичајена врлина.— Адмирал Честер Нимиц
Америчка морнарица је назвала неколико бродова именом УСС Иво Џима.
Ратни споменик Маринцима изван Вашингтона је направљен по чувеној фотографији са Иво Џиме.

## Драматизација
- На обале Иво Џиме, 1945. Амерички документарац који су продуцирали Америчка морнарица, амерички маринци и америчка обалска стража.
- Песак Иво Џиме, 1949. Амерички филм у коме глуми Џон Вејн.
- Заставе наших очева
- Писма са Иво Џиме